# تد چیانگ

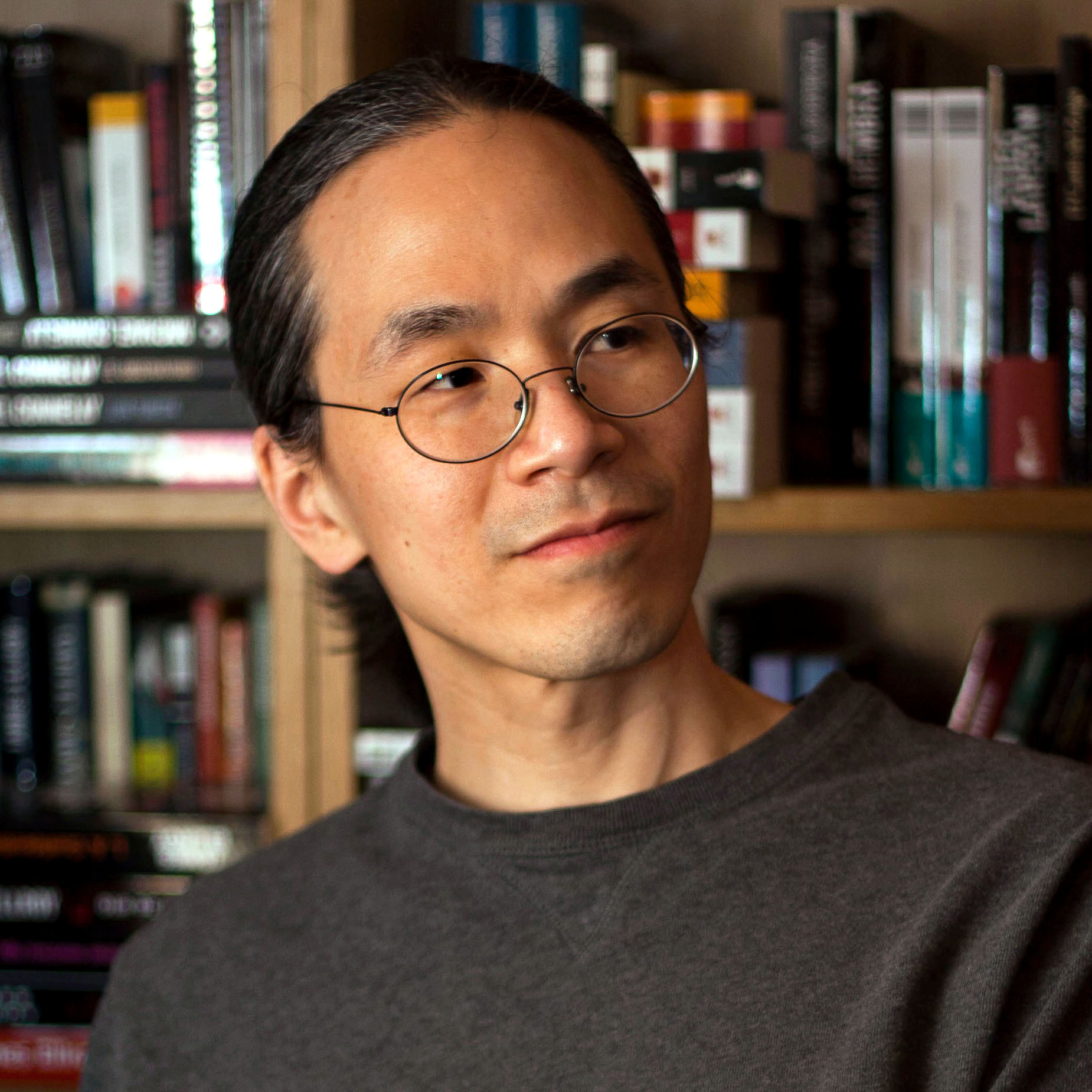
تد چیانگ، نویسنده آمریکایی علمی تخیلی. گرفته شده در کتابخانه 'Study in Scarlet'، مادرید، اسپانیا، 24/02/2

تد چیانگ (متولد ۱۹۶۷) نویسنده ادبیات علمی-تخیلی و گمانه‌زن امریکایی است. او تا سال ۲۰۱۳ چهار جایزه نبولا و سه جایزه هوگو برده است.
او تاکنون هجده داستان کوتاه و رمانک نوشته است.
مجموعه داستان کوتاه داستان‌های زندگی تو و چند داستان دیگر در زمستان 1402 با ترجمه‌ی فاطمه احمدی آذر توسط نشر دانوب آبی به مخاطب‌ فارسی‌زبان ارائه شد.همچنین دو داستان کوتاه او، دوزخ نبود خداست و تاجر و دروازه کیمیاگر توسط علی طباخیان به فارسی ترجمه و منتشر شده است.

## فهرست آثار
- برج بابل: انتشار در سال ۱۹۹۰. برنده جایزه نبولا. خلاصه: برج بابل زمین را به سماوات متصل می‌کند. این داستان روایت یک معدن‌چی است از سفر چند ماهه‌اش برای رسیدن به سقف آسمان و ورود به سماوات.
- تقسیم بر صفر: انتشار در سال ۱۹۹۱. خلاصه: روایت ریاضی‌دانی است که کشف می‌کند که ریاضی ناسازگار است.
- فهم: انتشار در سال ۱۹۹۱. خلاصه: دارویی کشف شده‌است که کمک می‌کند تا نورون‌های افرادی که دچار آسیب مغزی شده‌اند دوباره رشد کنند. مشاهده می‌شود که نه تنها آسیب مغزی قهرمان داستان از بین می‌رود، بلکه او باهوش‌تر از پیش هم شده‌است.
- داستان زندگی تو: انتشار در سال ۱۹۹۸. برنده جایزه‌های نبولا، جایزه یادبود تئودور استورجن. خلاصه: تلاش زبان‌شناسی برای کشف زبان موجودات فرازمینی و در عین حال روایت زندگی دخترش. زبان فرازمینیان بسیار با زبان انسان‌ها تفاوت دارد و در تلاش برای کشف رمزگشایی از آن زبان، زبان‌شناس می‌فهمد که درک آن‌ها از مفهوم زمان با انسان‌ها تفاوت دارد.
- تکامل علم انسانی: انتشار در سال ۲۰۰۰. خلاصه: روایتی کوتاه از زمانی که ماشین‌ها باهوش‌تر از انسان‌ها می‌شوند و خود شروع به تولید علم می‌کنند. علم تولیدشده دیگر برای انسان‌ها مفهوم نیست.
- هفتاد و دو حرف: انتشار در سال ۲۰۰۰. داستان در زمان گذشته رخ می‌دهد. انسان‌ها می‌توانند با نوشتن «کلمه» از خاک موجود متحرک بیافرینند که کارهای دل‌خواه‌شان را انجام دهد. در این میان مشخص می‌شود که بقای بشریت نیز در خطر است. این اثر در ژانر تاریخ جای‌گزین و پانکِ بخار است.
- جهنم نبود خداست: انتشار در سال ۲۰۰۱. برنده جایزه‌های هوگو و نبولا. خلاصه: روایت جهان‌ایست که فرشتگان به‌طور مرتب بر مردمان ظاهر می‌شوند و در هر ظهورشان عده‌ای را شفا می‌بخشند و عده‌ای را ناقص می‌کنند و عده‌ای را می‌کشند. شخصیت اصلی داستان، که خدادوست نیست، همسر مومن‌اش را در یکی از این ظهورها از دست می‌دهد. داستان تلاش اوست برای «عشق» ورزیدن به خداوند تا بتواند در آخرت به همسرش بپیوندد.
- دوست‌داشتن آن‌چه می‌بینید: یک روایت مستند: انتشار در سال ۲۰۰۲. خلاصه: میزان زیبایی انسان‌ها در نوع برخوردها تأثیر می‌گذارد. این داستان که به صورت مجموعه‌ای مصاحبه نوشته شده‌است دربارهٔ اختراعی است که اجازه می‌دهد انسان‌ها درکی از زیبایی دیگران نداشته باشند. چنین چیزی اجازه می‌دهد که دیگران را آن‌گونه که هستند و رفتار می‌کنند بشناسند و نه از ظاهرشان. این داستان مستندگونه روایتی است از نظرات موافقان و مخالفان.
- چه از ما انتظار می‌رود (ترجمه فارسی: شایان جوادی مجله سیاه‌مشق).
- The Merchant and the Alchemist's Gate: انتشار در سال ۲۰۰۷.
- Exhalation: انتشار در سال ۲۰۰۸.
- The Lifecycle of Software Object. انتشار در سال ۲۰۱۰.
- Dacey's Patent Automatic Nanny. انتشار در سال ۲۰۱۱.
- The Truth of Fact, the Truth of Feeling. انتشار در سال ۲۰۱۳.
- سکوت بزرگ. (ترجمه فارسی: شایان جوادی مجله سیاه‌مشق)
- سال ۲۰۵۹ است و بچه‌پولدارها همچنان برنده (ترجمه فارسی: شایان جوادی مجله سیاه‌مشق).

مجموعه داستان کوتاه «داستان زندگی تو و چند داستان دیگر» توسط فاطمه احمدی آذر به زبان فارسی ترجمه شده است. انتشارات دانوب آبی در اسفند ۱۴۰۲ ترجمه این کتاب را به چاپ رسانید. 